# Agostino Superbo
Agostino Superbo (ur. 7 lutego 1940 w Minervino Murge) – włoski duchowny katolicki, arcybiskup Potenzy w latach 2001−2015.

## Życiorys
Święcenia kapłańskie otrzymał 29 czerwca 1963. Pełnił funkcje m.in. rektora seminarium w Andrii (1971-1985), asystenta studenckiej Akcji Katolickiej regionu Apulia oraz rektora międzyregionalnego seminarium w Molfetcie (1985-1991).
18 maja 1991 papież Jan Paweł II mianował go ordynariuszem diecezji Sessa Aurunca. Sakry biskupiej udzielił mu 29 czerwca 1991 kard. Michele Giordano.
19 listopada 1994 został biskupem Altamura-Gravina-Acquaviva delle Fonti. Zrezygnował z tej funkcji 6 sierpnia 1997, po powołaniu go na asystenta kościelnego włoskiej Akcji Katolickiej.
9 stycznia 2001 papież mianował go arcybiskupem Potenza-Muro Lucano-Marsico Nuovo.
W latach 2007–2012 był wiceprzewodniczącym Konferencji Episkopatu Włoch. 5 października 2015 przeszedł na emeryturę.